# كرايغ كيلي (ممثل)
كرايغ كيلي (بالإنجليزية: Craig Kelly)‏ هو ممثل بريطاني، ولد في 31 أكتوبر 1970 في المملكة المتحدة.

## أعمال

### أفلام
- (1997) سبايس ورلد[4]

## وصلات خارجية
- كرايغ كيلي على موقع IMDb (الإنجليزية)
- كرايغ كيلي على موقع ألو سيني (الفرنسية)
- كرايغ كيلي على موقع ميوزك برينز (الإنجليزية)
- كرايغ كيلي على موقع أول موفي (الإنجليزية)
- كرايغ كيلي على موقع قاعدة بيانات الأفلام السويدية (السويدية)
- كرايغ كيلي على موقع قاعدة بيانات الفيلم (الإنجليزية)
- كرايغ كيلي على موقع كينوبويسك (الروسية)